# Contea di Emery
La contea di Emery, in inglese Emery County, è una contea dello Stato dello Utah, negli Stati Uniti. La popolazione al censimento del 2000 era di 10 860 abitanti. Il capoluogo di contea è Castle Dale.

## Geografia fisica
La contea si trova nella parte centro-orientale dello Utah. L'U.S. Census Bureau certifica che l'estensione della contea è di 11555 km², di cui 11530 km² composti da terra e i rimanenti 25 km² composti di acqua.
La contea si trova nella regione dell'Altopiano del Colorado e include tre tipi di territori: le foreste dei monti Wasatch a ovest, la Castle Valley ai piedi delle montagne dove si trovano i maggiori insediamenti e il deserto nella maggior parte della contea. Il fiume San Rafael è il più importante della contea: nasce nei monti Wasatch, scorre attraverso la Castle Valley e il deserto. Il confine orientale con la contea di Grand è dato dal Green River.

### Contee confinanti
- Contea di Carbon - nord
- Contea di Uintah - nord-est
- Contea di Grand - est
- Contea di Wayne - sud
- Contea di Sevier - sud-ovest
- Contea di Sanpete - nord-ovest

## Storia
La regione è abitata da migliaia di anni; qui vissero anche le popolazioni della cultura di Fremont dal 500 al 1300 a.C..  La contea di Emery venne costituita nel 1880. Fu chiamata così in onore del governatore del Territorio dello Utah, George W. emery.

## Comuni

### Cities
- Castle Dale
- Ferron
- Green River (parte)
- Huntington
- Orangeville

### Towns
- Clawson
- Cleveland
- Elmo
- Emery